# 太田賢 (通信工学)
太田 賢（おおた けん）は、日本の通信工学者。現在は宮城大学事業構想学群教授。元NTTドコモ研究所の研究員である。モバイルコンピューティングが専門である。
　情報処理学会MBL (Mobile Computing and Ubiquitous Communications)の幹事を担当している。

## 略歴
- 静岡大学情報学部　水野忠則研究室出身
- NTTドコモ研究所

## 受賞
- 2002年　YRP研究開発推進協会　第１回YRPアワード奨励賞

A Proposal of Mobile Community Communication System
太田 賢ほか

## 主要な研究論文
- 太田賢，礒田佳徳，倉掛正治，”ユビキタスインタフェース技術”，pp.66-68，NTT技術ジャーナル（2003年9月）
- 渡邉友梨佳，小西洋祐，石原　進(静岡大)，太田　賢(NTTドコモ)，水野忠則(静岡大),

”通信回線共有方式におけるアプリケーションQoSを考慮した共有ネットワーク資源分配方法の検討”，情報処理学会
- 太田賢，渡辺尚，水野忠則，”ワイヤレス通信環境における選択的マルチメディア通信方式の実装”，情報処理学会論文誌，Vol.39, No.2, pp.312-320, 1998.
- 峰野, 博史; 青野, 正宏; 太田, 賢; 井手口, 哲夫; 水野, 忠則，”クラスタ型ネットワークにおける通信回線共有方式の提案と評価”，情報処理学会論文誌，15-2月-2000
- 村田, 嘉利; 増田, 彰久; 太田, 賢; 石原, 進; 水野, 忠則,”モバイルマルチメディアストリーミングサービスのためのコンテンツ指向時空間的解像度制御方式”，情報処理学会論文誌，15-12月-2002
- 太田, 賢，”モーバイルコンピューティング環境におけるマルチメディア通信方式に関する研究”情報処理学会論文誌，25-9月-1998
- 小西, 洋祐; 石原, 進; 峰野, 博史; 太田, 賢; 水野, 忠則，”通信回線共有方式のためのクラスタ資源発見・管理機構の実装”，情報処理学会研究報告. MBL, [モバイルコンピューティングとワイヤレス通信]，7-3月-2003

## 主要著書・訳書
- アンドリュー・タネンバウム（原著），水野忠則（訳）、相田仁（訳）、東野輝夫（訳）、太田賢（訳）、西垣正勝（訳），””